# Leština (district d'Ústí nad Orlicí)
Pour les articles homonymes, voir Leština.
Leština (en allemand : Leschtina) est une commune du district d'Ústí nad Orlicí, dans la région de Pardubice, en République tchèque. Sa population s'élevait à 340 habitants en 2024.

## Géographie
Leština est arrosée par la Novohradka et se trouve à 8 km à l'est-sud-est de Luže, à 24 km au sud-ouest d'Ústí nad Orlicí, à 31 km au sud-est de Pardubice et à 123 km à l'est-sud-est de Prague.

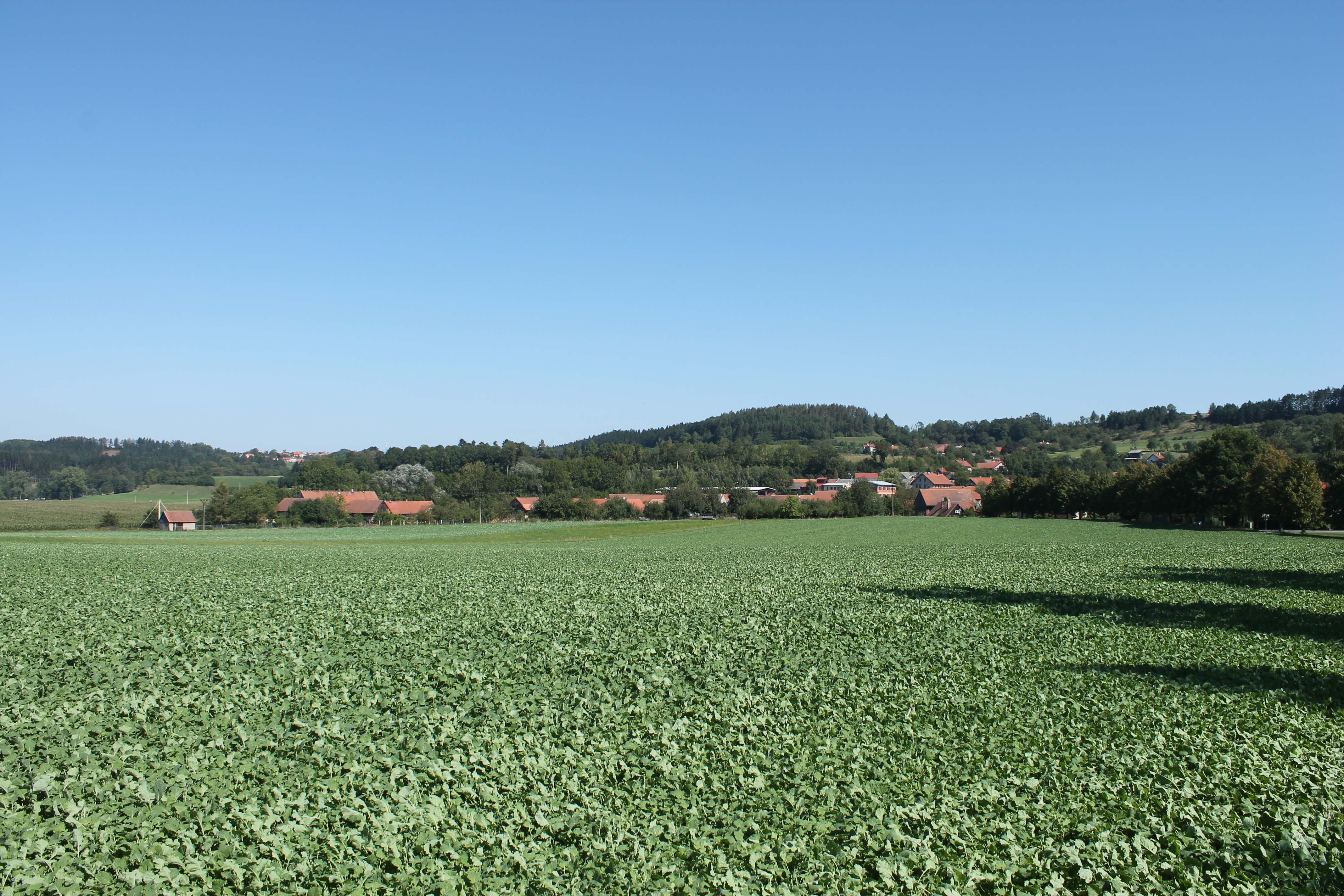
Panorama de Leština.

La commune est limitée par Střemošice et Libecina au nord, par Javorník et Příluka à l'est, par Nové Hrady et Zderaz au sud, et par Hluboká et Luže à l'ouest.

## Histoire
L'origine du village remonte à la fin du XIVe siècle.

## Administration
La commune se compose de quatre sections :
- Leština
- Doubravice
- Dvořiště
- Podhořany u Nových Hradů

## Galerie

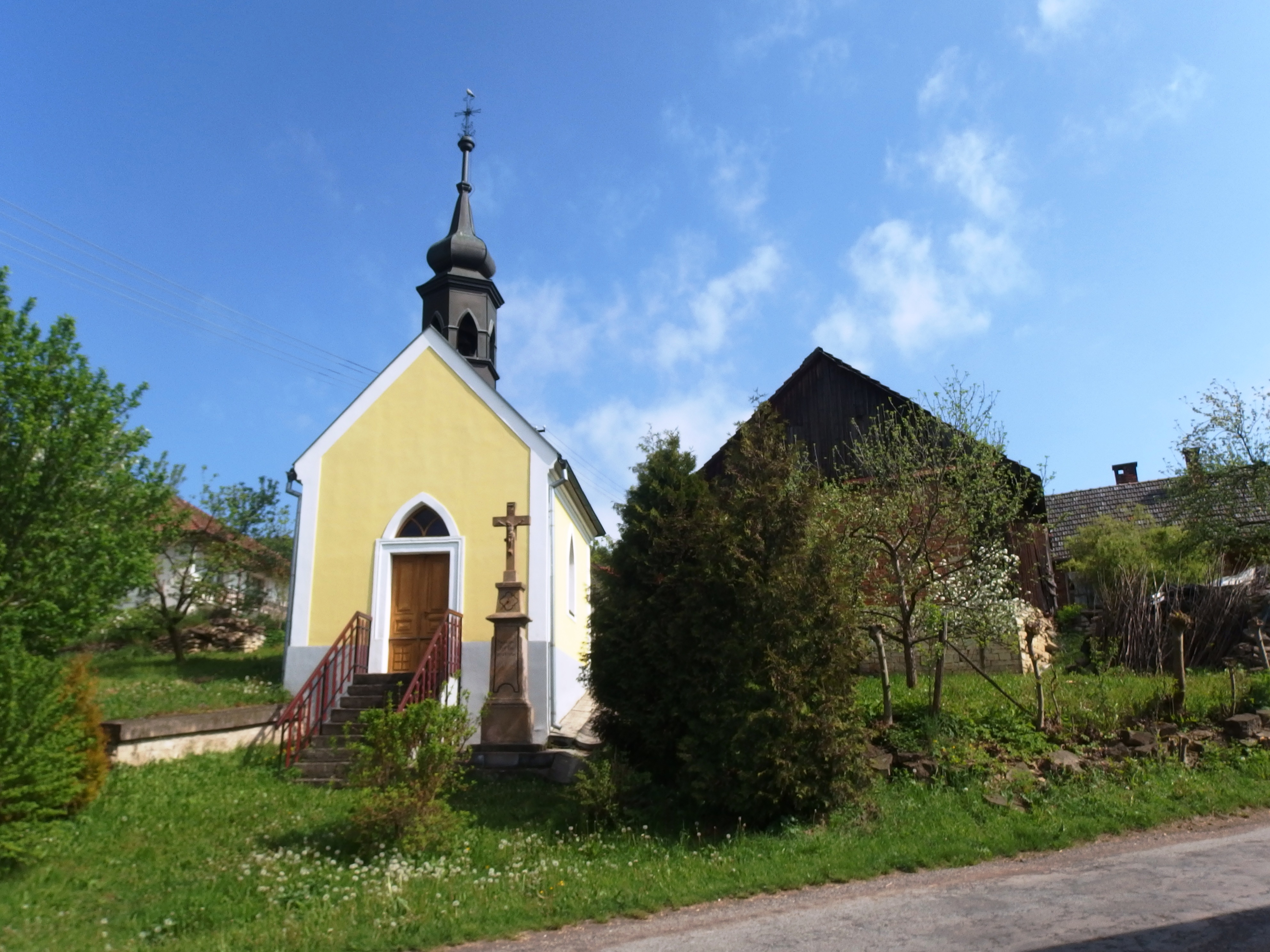
Chapelle à Doubravice.
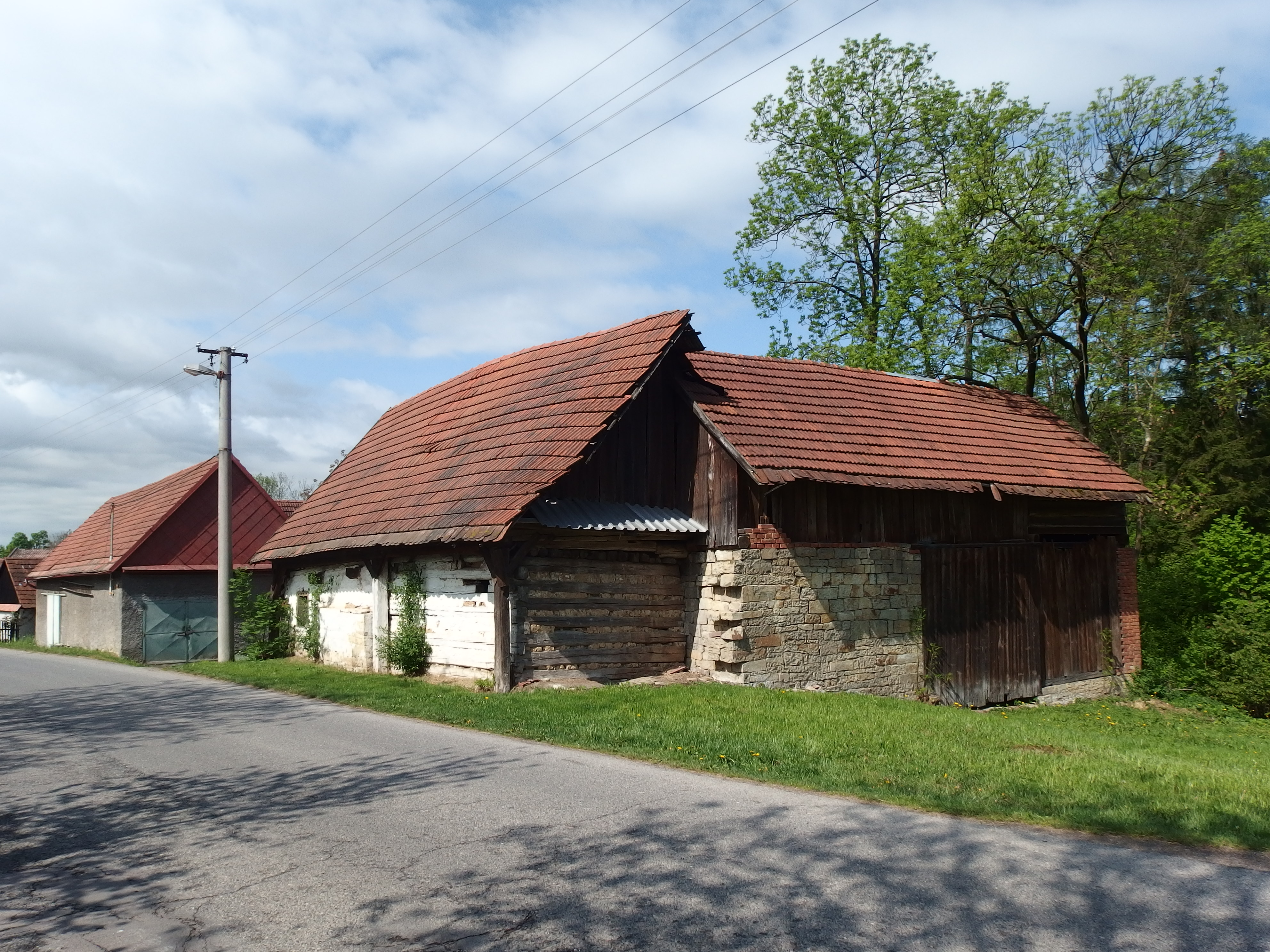
Dvořiště.

## Transports
Par la route, Leština trouve à 12 km de Vysoké Mýto, à 33 km d'Ústí nad Orlicí, à 37 km de Pardubice et à 154 km de Prague. 